# Villarmentero de Esgueva
Ne doit pas être confondu avec Villarmentero de Campos.
Villarmentero de Esgueva est une commune de la province de Valladolid dans la communauté autonome de Castille-et-León en Espagne.

## Administration

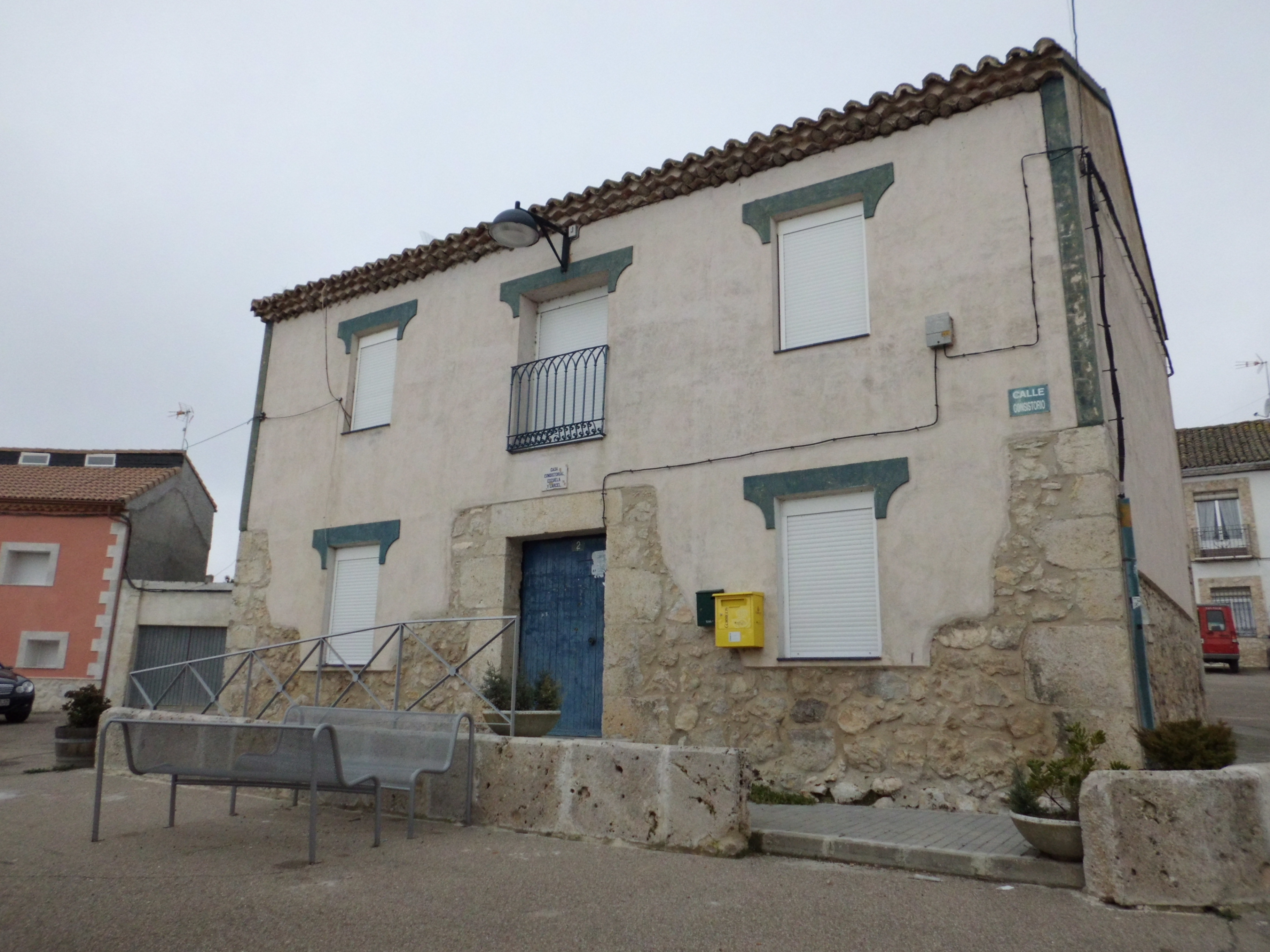
Mairie de Villarmentero de Esgueva.

## Sites et patrimoine
Les édifices notables de la commune sont :
- Église Santa Juliana ;
- Pont romain.

Église Santa Juliana
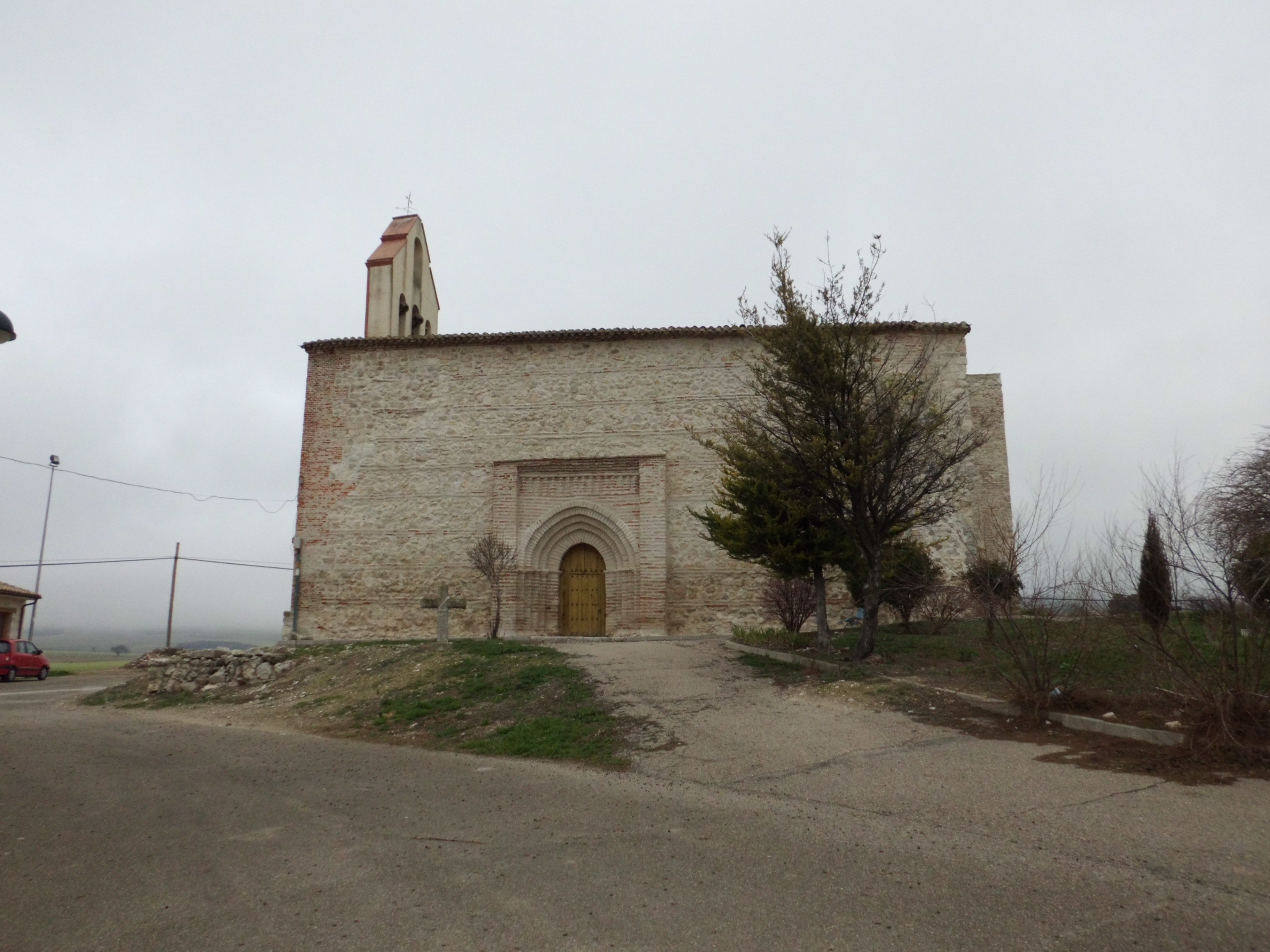
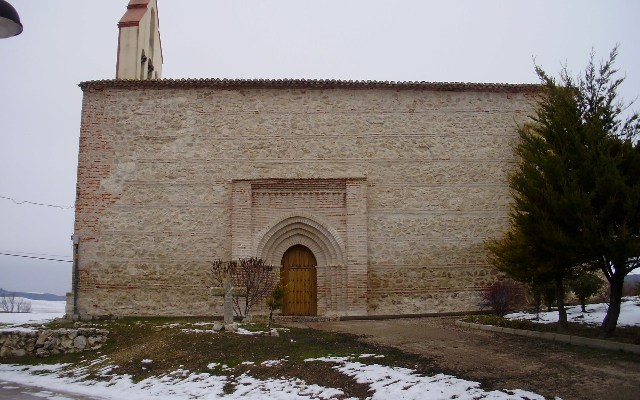